# أنجدان (أمان أباد)
أنجدان (بالفارسية: انجدان) هي منطقة سكنية تقع في إيران في قسم أمان أباد الريفي. يقدر عدد سكانها بـ 446 نسمة .

## أعلام
- أبو تراب فرقتي